# Liriomyza bispinosa
Liriomyza bispinosa este o specie de muște din genul Liriomyza, familia Agromyzidae, descrisă de Mitsuhiro Sasakawa în anul 1992.
Este endemică în Peru. Conform Catalogue of Life specia Liriomyza bispinosa nu are subspecii cunoscute.